# 克里斯·菲利普
克里斯·菲利普（1976年7月6日—）是一位英格蘭政治人物，他的黨籍是保守黨。他畢業於牛津大學。自2015年開始，他擔任南克羅伊登選區的英國下議院議員。